# ناعومي بانكس
ناعومي بانكس (بالإنجليزية: Nyomi Banxxx)‏، (ولدت باسم اماندا دي في 14 أكتوبر، 1972) هي ممثلة اباحية أمريكية سابقاً ومذيعة راديو حالياً.

## الحياة المهنية
بدأت ناعومي بالتمثيل في الأفلام الاباحية في عام 2006 واستقالت عام 2013, كان ترتيب ناعومي السادس والتسعين في قائمة مجلة (كومبلكس) «أفضل 100 ممثلة اباحية (الآن)» والثانية والعشرون في قائمة «أفضل 50 ممثلة اباحية (كل الاوقات)» تمتلك شركة تسجيلات اسمها «FBC للتسجيلات».

## الجوائز
- عام 2009 حازت على جائزة Urban X Awards كأفضل اداء لأمراة "MILF".
- عام 2011 حازت على جائزة Urban X Awards ممثلة العام.
- تلقت العديد من ترشيحات الجوائز مثل AVN Award ,XRCO Award ,XBiz Award.

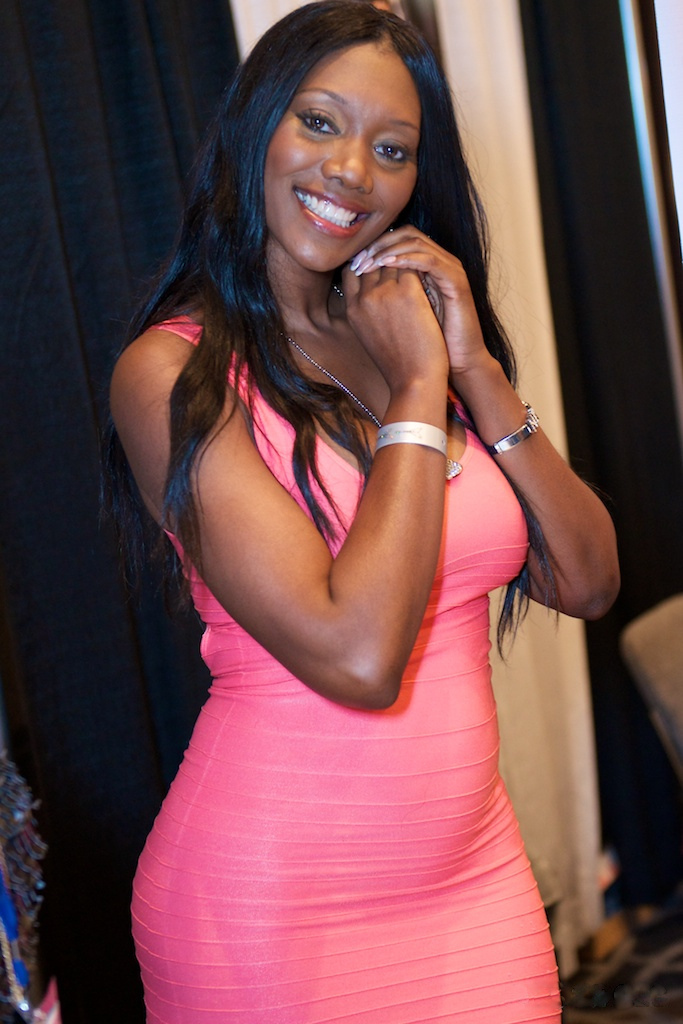
ناعومي بانكس في حفل توزيع جوائز AVN عام 2012.

## روابط خارجية
- ناعومي بانكس على موقع IMDb (الإنجليزية)
- ناعومي بانكس على موقع قاعدة بيانات الفيلم (الإنجليزية)
- ناعومي بانكس على موقع كينوبويسك (الروسية)